# Понежукай
Понежукай (рос. Понежукай; адиг. Пэнэжьыкъуай) — аул Теучезького району Адигеї Росії. Входить до складу Понежукайського сільського поселення.
Населення — 3428 осіб (2015 рік).